# Hymeniacidon corticata
Hymeniacidon corticata är en svampdjursart som först beskrevs av Thiele 1905.  Hymeniacidon corticata ingår i släktet Hymeniacidon och familjen Halichondriidae. Inga underarter finns listade i Catalogue of Life.